# Kecker Spatz
Kecker Spatz, franska Moineau Hardi  ("Gråsparv"), var den första militära manövern som franska och tyska styrkor genomförde tillsammans. Manövern ägde rum 17-24 september 1987. Omkring 80 000 soldater deltog i övningen. 